# Hideaki Ueno
Hideaki Ueno (上野 秀章 Ueno Hideaki?, nacido el 31 de mayo de 1981 en Muroran, Hokkaido) es un exfutbolista japonés. Jugaba de guardameta y su último club fue el Tokushima Vortis de Japón.

## Trayectoria

### Clubes
| Club                | País  | Año         |
| ------------------- | ----- | ----------- |
| Kyoto Sanga FC      | Japón | 2000 - 2008 |
| Sanfrecce Hiroshima | Japón | 2004 - 2005 |
| Tokushima Vortis    | Japón | 2009 - 2011 |

## Estadística de carrera

### J. League
| Club                | Año   | J. League | J. League | Copa J. League | Copa J. League | Total | Total |
| Club                | Año   | Part.     | Goles     | Part.          | Goles          | Part. | Goles |
| ------------------- | ----- | --------- | --------- | -------------- | -------------- | ----- | ----- |
| Kyoto Purple Sanga  | 2000  | 0         | 0         | 0              | 0              | 0     | 0     |
| Kyoto Purple Sanga  | 2001  | 0         | 0         | -              | -              | 0     | 0     |
| Kyoto Purple Sanga  | 2002  | 4         | 0         | 0              | 0              | 4     | 0     |
| Kyoto Purple Sanga  | 2003  | 2         | 0         | 0              | 0              | 2     | 0     |
| Kyoto Purple Sanga  | 2004  | 0         | 0         | -              | -              | 0     | 0     |
| Sanfrecce Hiroshima | 2004  | 0         | 0         | 0              | 0              | 0     | 0     |
| Sanfrecce Hiroshima | 2005  | 0         | 0         | 0              | 0              | 0     | 0     |
| Kyoto Purple Sanga  | 2006  | 0         | 0         | 0              | 0              | 0     | 0     |
| Kyoto Sanga FC      | 2007  | 16        | 0         | -              | -              | 16    | 0     |
| Kyoto Sanga FC      | 2008  | 0         | 0         | 0              | 0              | 0     | 0     |
| Tokushima Vortis    | 2009  | 51        | 0         | -              | -              | 51    | 0     |
| Tokushima Vortis    | 2010  | 14        | 0         | -              | -              | 14    | 0     |
| Tokushima Vortis    | 2011  | 0         | 0         | -              | -              | 0     | 0     |
| Total               | Total | 87        | 0         | 0              | 0              | 87    | 0     |

## Palmarés

### Títulos nacionales
| Título    | Club               | País  | Año  |
| --------- | ------------------ | ----- | ---- |
| J2 League | Kyoto Purple Sanga | Japón | 2001 |